# Petit Faucon
Falco longipennis
Espèce
Statut CITES
Statut de conservation UICN

 LC  : Préoccupation mineure
Le Petit Faucon (Falco longipennis) est une espèce de rapaces diurnes appartenant à la famille des Falconidae.  On le trouve principalement en Australie mais aussi en Indonésie et en Nouvelle-Guinée.